# 刘以训
刘以训（1936年5月5日—），中国生殖生物学家。生于山东安丘。1963年毕业于复旦大学生物系内分泌专业。1966年毕业于中国科学院研究生院。中国科学院动物研究所研究员。1999年当选为中国科学院院士。